# لایحه جامع تحریم‌ها، پاسخگویی و عدم سرمایه‌گذاری ایران ۲۰۱۰
لایحه جامع تحریم‌ها، پاسخگویی و عدم سرمایه‌گذاری ایران ۲۰۱۰ (به انگلیسی: Comprehensive Iran Sanctions, Accountability, and Divestment Act of 2010) (Pub.L. 111-195, 124 Stat. 1312, مصوب ژوئیه 1, 2010; CISADA) قانونی است مصوب کنگره ایالات متحده آمریکا که تحریم‌های اضافی را بر ایران اعمال می‌کند.
این لایحه تحریم‌های اقتصادی وضع شده بر ایران بر اساس لایحه تحریم‌های ایران ۱۹۹۶ را گسترش داده و شرکت‌ها و افرادی را که به بخش نفت ایران کمک برسانند مجازات می‌کنند. این فشار مضاعف بخشی از کارزار بزرگتر بر سر انرژی هسته‌ای در ایران است، و هدف از آن هدف قرار دادن وابستگی ایران به واردات به منظور تأمین نیازش به بنزین است. این لایحه از سوی مجلس نمایندگان (۴۰۸–۸) و سنا (۹۹–۰) در ۲۴ ژوئن ۲۰۱۰ تصویب شد و در ۱ ژوئیه ۲۰۱۰ با امضای رئیس جمهور اوباما به قانون تبدیل شد.
| |  |  |
| پیشنهاددهندگان: نماینده مجلس هاورد برمن (H.R. ۲۱۹۴) و سناتور کریستوفر داد (S. ۲۷۹۹). سناتور ایون بایه (S. ۹۰۸ مرتبط را پیشنهاد داد) . |  |  |